# Tamara Kancilija
Tamara Kancilija (* 15. August 1987) ist eine ehemalige slowenische Skispringerin.

## Werdegang
Kancilija, die für den Verein SK Triglav Kranj startete, sammelte erste internationale Erfolge mangels einer Profiserie für das Damenspringen bei einzelnen FIS-Springen ab Januar 2003 in Planica. Nach zwei achten Plätzen dort, erhielt sie kurz darauf bereits die Möglichkeit auch außerhalb Sloweniens zu starten und konnte in Villach ebenfalls gute Platzierungen erreichen. Bei den folgenden Junioren-Springen in Planica verpasste sie als Vierte nur knapp das Podium. Nach weiteren guten Platzierungen bei den Springen in Breitenberg, Saalfelden am Steinernen Meer, Baiersbronn und Schönwald im Schwarzwald erreichte sie beim erneuten Junioren-Auftritt auf der Bloudkova Velikanka in Planica im März hinter Monika Pogladič Rang zwei.
Auch im Sommer 2003 zeigte Kancilija gute Leistungen, darunter ein vierter Rang in Bischofshofen. Nachdem auch in der Saison 2003/04 weiter keine professionelle Wettkampfserie für die Damen geschaffen wurde, blieben Kancilija erneut nur die FIS-Springen in ganz Europa. Als schließlich zur Saison 2004/05 eine Wettkampfserie im Rahmen des Skisprung-Continental-Cup eingerichtet wurde, bekam sie einen Startplatz im Kader der Slowenen. Bereits in ihrem ersten Springen am 16. Januar 2005 in Planica erreichte sie als 20. die Punkteränge. Auch im italienischen Toblach sowie im deutschen Oberaudorf war sie erfolgreich. Nach ebenfalls erfolgreichen Springen in Schönwald und Baiersbronn verpasste sie als 31. in Breitenberg erstmals, wenn auch knapp, die Punkteränge. Überraschend sprang Kancilija kurz darauf in Saalfelden ihr letztes internationales Springen und beendete die Saison mit 43 Punkten auf Rang 30 der ersten Continental-Cup-Gesamtwertung der Damen.

## Erfolge

### Continental-Cup-Platzierungen
| Saison  | Platz | Punkte |
| ------- | ----- | ------ |
| 2004/05 | 30.   | 43     |